# Patrera cita
Patrera cita är en spindelart som först beskrevs av Eugen von Keyserling 1891.  Patrera cita ingår i släktet Patrera och familjen spökspindlar. Inga underarter finns listade i Catalogue of Life.